# Нефедова Марія Василівна
Марія Василівна Нефедова (19 грудня 1923?, тепер Харківська область — ?) — українська радянська діячка, новатор сільськогосподарського виробництва, свинарка радгоспу «Боровський» Шевченківського району Харківської області. Депутат Верховної Ради УРСР 5-го скликання.

## Біографія
Народилася у селянській родині. Батько загинув під час німецької окупації.
З 1950-х років — свинарка Первомайського відділку радгоспу «Боровський» Шевченківського району Харківської області.
Потім — на пенсії у селі Первомайське Шевченківського району Харківської області.

## Нагороди
- орден Леніна (26.02.1958)
- ордени
- медалі